# Kościół Wniebowzięcia Najświętszej Maryi Panny w Zębowicach
Kościół Wniebowzięcia Najświętszej Maryi Panny – rzymskokatolicki kościół parafialny położony we wsi Zębowice (gmina Zębowice). Kościół należy do parafii Wniebowzięcia NMP w Zębowicach w dekanacie Dobrodzień (diecezja opolska).

## Historia kościoła
W połowie XIX wieku, dzięki ówczesnemu proboszczowi parafii – księdzu Mikołajowi Śmiałek, powstała idea budowy nowej, murowanej świątyni. Rozpoczęto zbiórkę funduszy na ten cel. Budowa ruszyła jednak dopiero w 1910 roku, już za czasów, kiedy proboszczem został w 1909 roku, ks. Karl Herold. W 1911 roku zakończono budowę kościoła i w tym samym roku został on konsekrowany.
Organy wybudował Karl Spiegel. Stół gry wbudowany w prawy bok szafy organowej. Na stole gry zachowała się sygnatura budowniczego: Karl Spiegel Orgelbaumeister Oppeln.

## Galeria

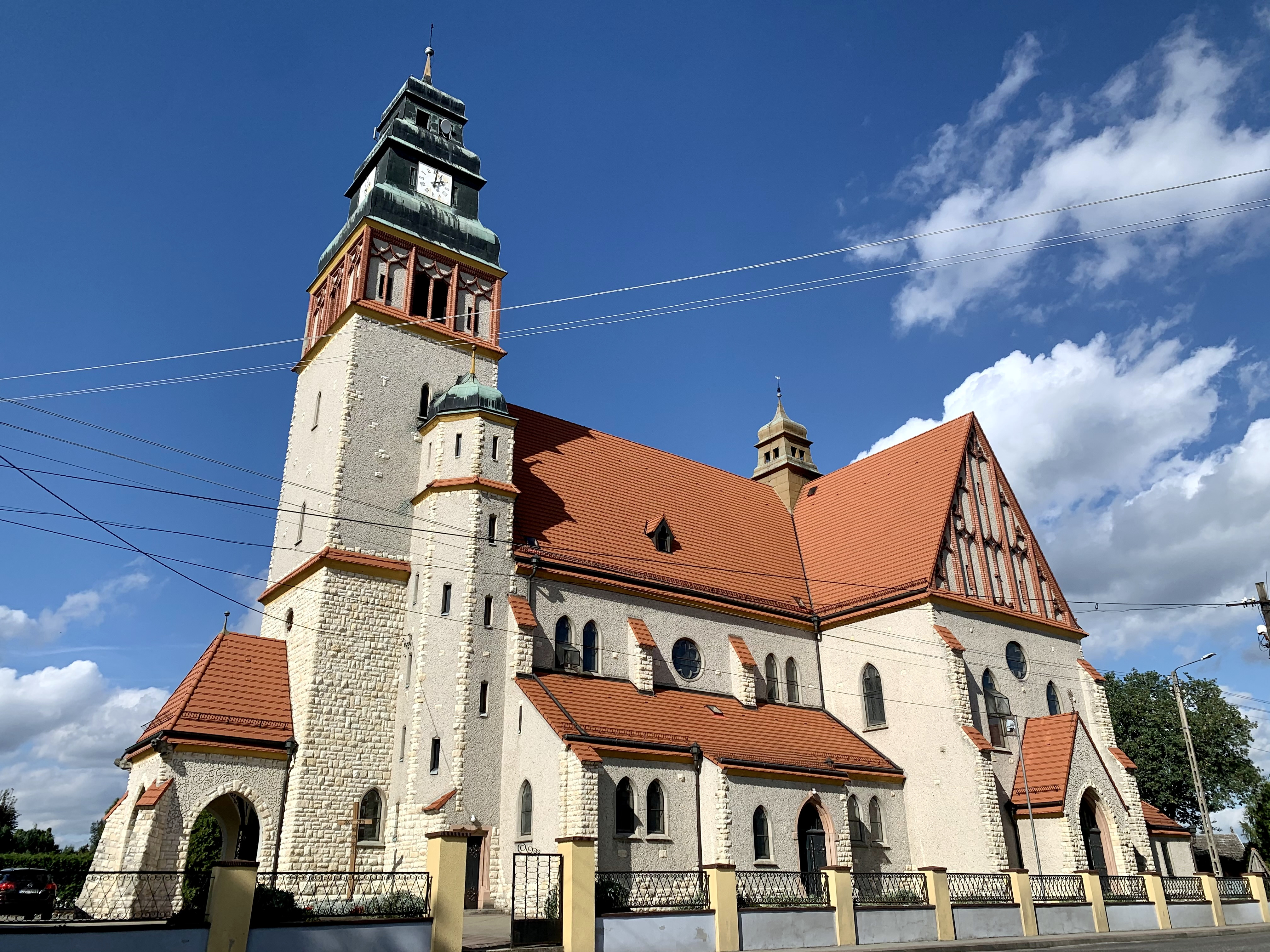
Kościół
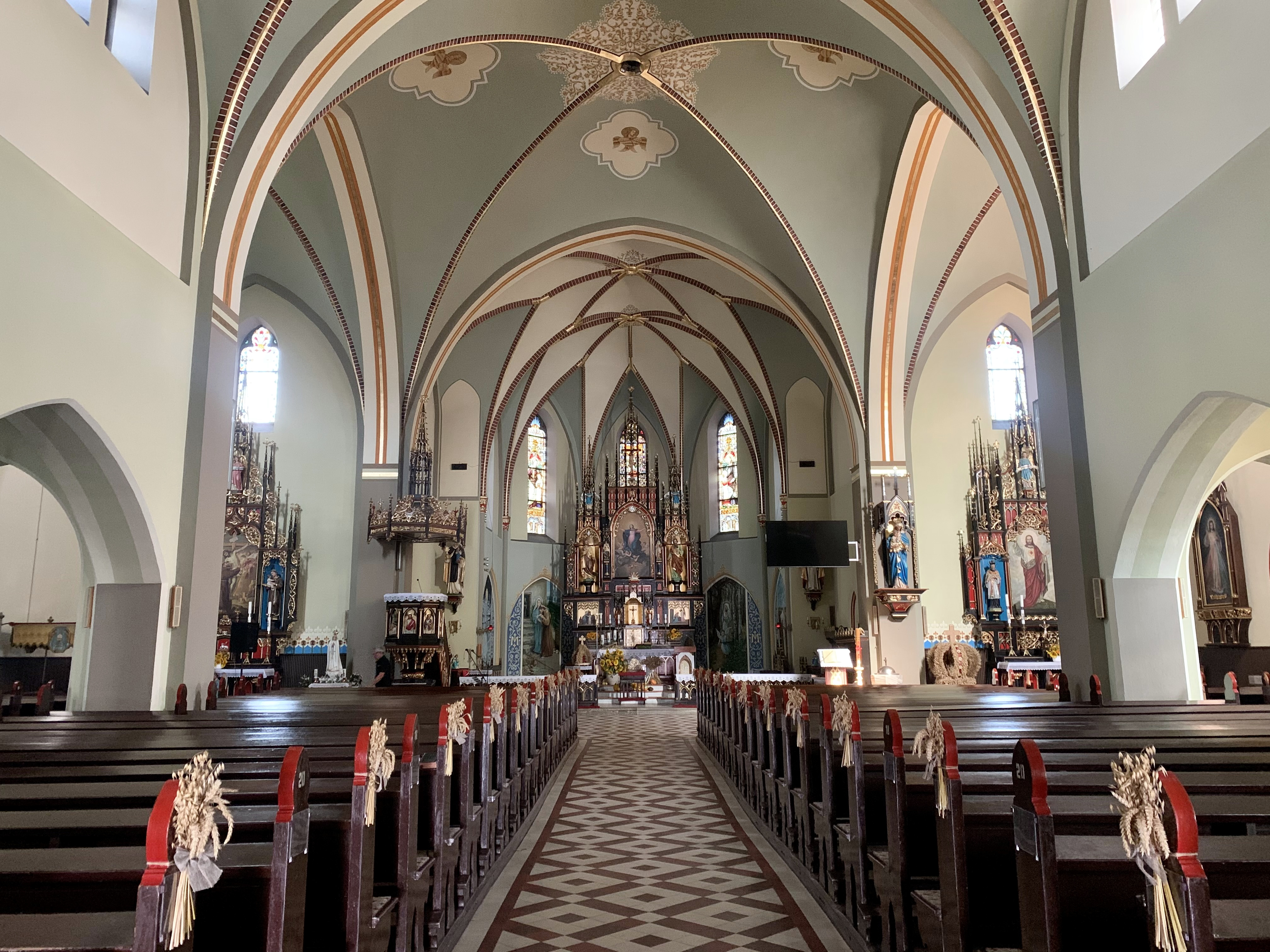
Nawa główna
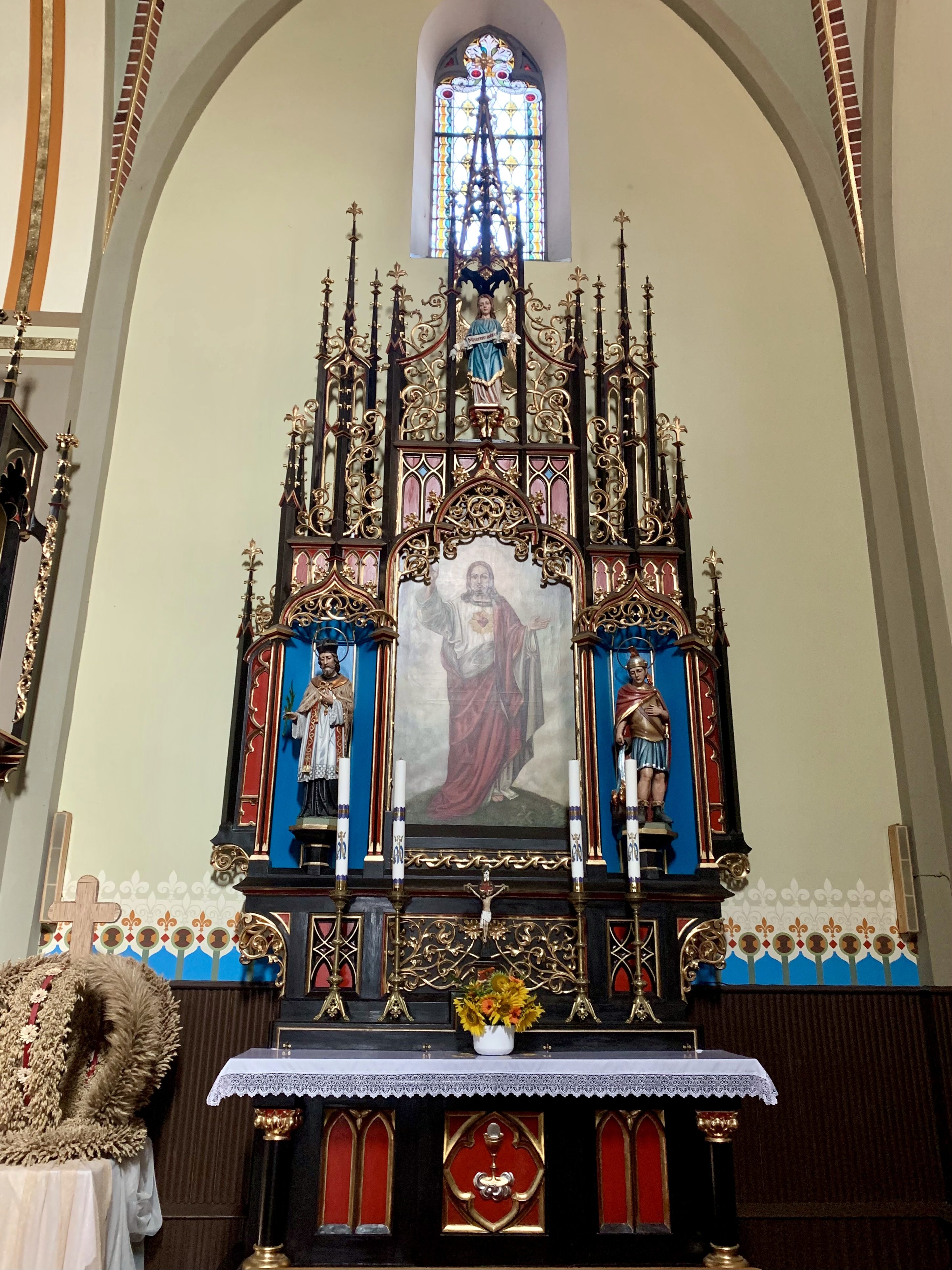
Ołtarza poświęcony Sercu Jezusa
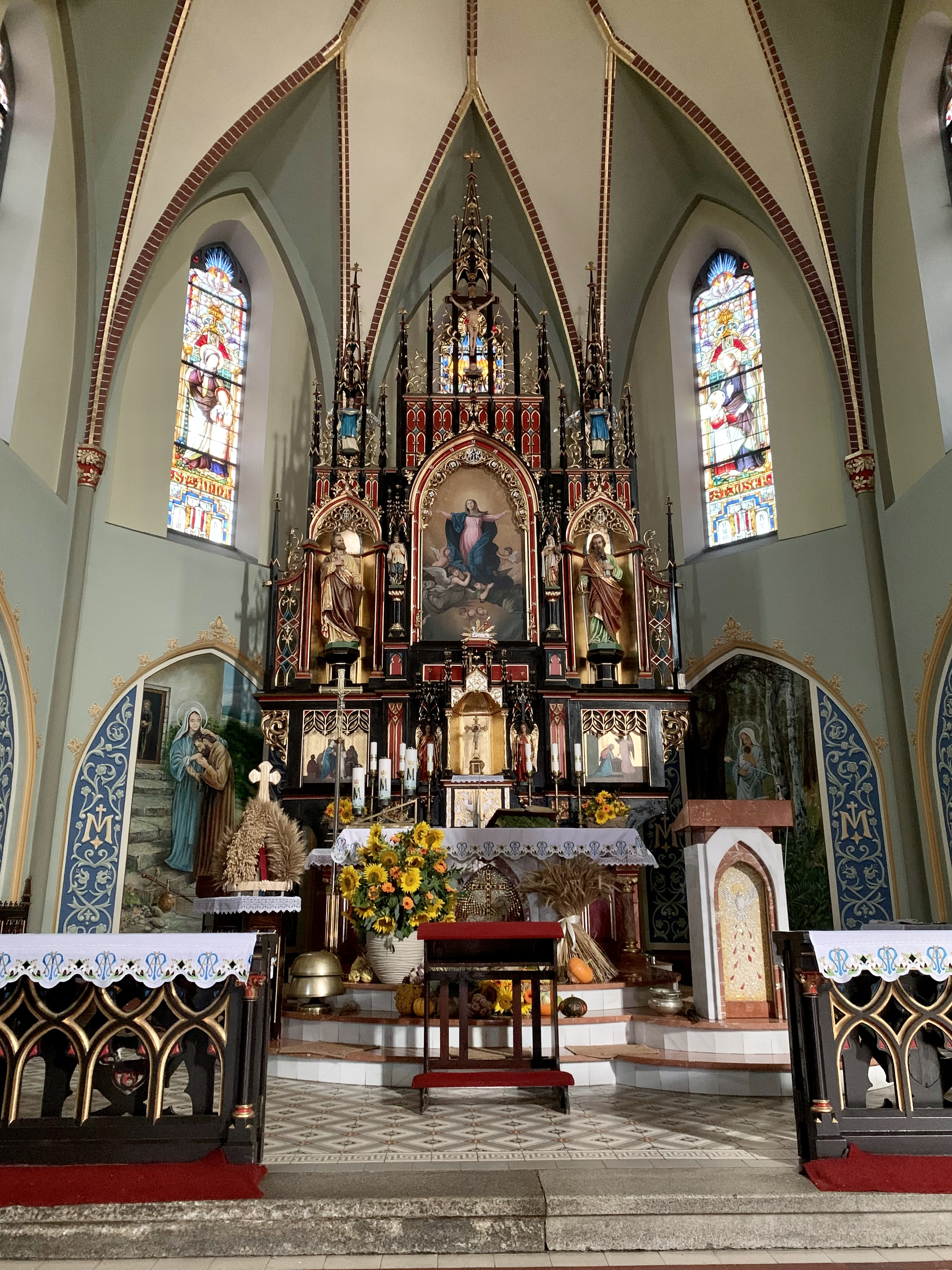
Prezbiterium